# Rhipsalis crispata
Rhipsalis crispata es una especie de plantas en la familia Cactaceae. Es endémica de Pernambuco, Río de Janeiro y São Paulo en Brasil. Su hábitat natural son los bosques de tierras bajas tropicales o subtropicales y áreas rocosas. Está tratada en peligro de extinción por pérdida de hábitat. Es una especie común que se ha extendido por todo el mundo.
Es una planta perenne carnosa, aplanada y con las flores de color blanco.

## Nombre común
- Español:
- Inglés:

## Sinonimia
- Epiphyllum crispatum Haw. 1830
- Hariota crispata Kuntze 1891

## Fuente
- Taylor, N.P. 2002.  Rhipsalis crispata.   2006 IUCN Lista Rojad Especies Amenazadas; bajado 23 de agosto de 2007